# Droga krajowa B224 (Niemcy)
Droga krajowa 224 (niem. Bundesstraße 224, B 224) – niemiecka droga krajowa przebiegająca  z północy na południe i łączy drogę B70 w Raesfeld przez Dorsten, Gladbeck, Bottrop, Essen, Wuppertal z Solingen w Nadrenii Północnej-Westfalii.